# Décès en septembre 1997
Décès
- 1993
- 1994
- 1995
- 1996
- 1997
- 1998
- 1999
- 2000
- 2001

Pour une information complémentaire, voir la page d'aide.

| Date          | Nom                                  | Activités                                               | Âge | Source |
| ------------- | ------------------------------------ | ------------------------------------------------------- | --- | ------ |
| 1er septembre | Alistair Fraser                      | haut fonctionnaire canadien                             | 74  |        |
| 1er septembre | Zoltán Czibor                        | footballeur hongrois                                    | 66  |        |
| 1er septembre | Constantin Andronikof                | interprète français                                     | 81  |        |
| 2 septembre   | Viktor E. Frankl                     | psychiatre autrichien                                   | 92  |        |
| 2 septembre   | Antonio Demers                       | joueur de hockey canadien                               | 80  |        |
| 3 septembre   | Rudolph Bing                         | administrateur du Metropolitan Opera                    | 95  |        |
| 3 septembre   | Muqimuddin Farooqui                  | homme politique indien                                  | 77  | (en)   |
| 3 septembre   | Aldo Rossi                           | architecte italien                                      | 66  |        |
| 4 septembre   | René Bihel                           | footballeur international français devenu entraîneur    | 81  |        |
| 4 septembre   | Alfred Kalusinski                    | joueur de handball polonais                             | 81  |        |
| 4 septembre   | Hans Jürgen Eysenck                  | psychologue britannique                                 | 81  |        |
| 4 septembre   | Pierre Chatenet                      | homme politique français                                | 80  |        |
| 4 septembre   | Esteban Boltovskoy                   | océanographe russe                                      | 66  |        |
| 5 septembre   | Georg Solti                          | chef d’orchestre britannique                            | 84  |        |
| 5 septembre   | mère Teresa                          | religieuse indienne, prix Nobel de 1979                 | 87  |        |
| 5 septembre   | Leon Edel                            | biographe américain                                     | 90  |        |
| 6 septembre   | Jean-Pierre Sudre                    | photographe français                                    | 76  |        |
| 6 septembre   | Philippe Rossillon                   | diplomate et haut fonctionnaire français                | 66  |        |
| 6 septembre   | H.W.L. Poonja                        | maître de l´Advaita Vedanta                             | 86  |        |
| 6 septembre   | Monique Faux-Théniot                 | conseiller artistique française                         | ?   |        |
| 7 septembre   | Abdullah ibn Hammoud al-Tariki       | politicien saoudien                                     | 80  |        |
| 7 septembre   | Edgar Kaplan                         | joueur de bridge américain                              | 72  |        |
| 7 septembre   | George William Crockett Jr.          | homme politique et juge américain                       | 88  |        |
| 7 septembre   | Mark Yakovlevich Blank               | paléontologue ukrainien                                 | ?   |        |
| 8 septembre   | James R. Phelan                      | journaliste et biographe américain                      | 85  |        |
| 8 septembre   | Jean Naymart                         | auteur français                                         | 70  |        |
| 8 septembre   | Mobutu Sese Seko                     | dictateur du Zaïre                                      | 66  |        |
| 8 septembre   | Yokoi Gumpei                         | inventeur japonais                                      | 56  |        |
| 9 septembre   | Stefan Grzybowski                    | épidémiologiste canadien                                | ?   |        |
| 9 septembre   | Richie Ashburn                       | joueur de baseball américain                            | 70  |        |
| 10 septembre  | Jacques Leguerney                    | compositeur français                                    | 90  |        |
| 10 septembre  | Frank George                         | pionnier du cybernétisme américain                      | 76  |        |
| 10 septembre  | Burgess Meredith                     | acteur et réalisateur américain                         | 89  |        |
| 11 septembre  | Van Don Tran                         | ministre vietnamien                                     | 80  |        |
| 11 septembre  | Alain Prate                          | président français du conseil de surveillance de la CNP | 69  |        |
| 11 septembre  | Jacques Leguerney                    | compositeur français                                    | 90  |        |
| 11 septembre  | Louis Boffet                         | évêque français                                         | 76  |        |
| 11 septembre  | Fernando Ayala                       | cinéaste argentin                                       | 77  |        |
| 12 septembre  | Judith Merril                        | écrivain canadien                                       | 74  |        |
| 12 septembre  | Helen Jepson                         | soprano américain                                       | 92  |        |
| 12 septembre  | Georges Guétary                      | acteur et chanteur français                             | 82  |        |
| 12 septembre  | Roger O. Egeberg                     | homme politique américain                               | 93  |        |
| 12 septembre  | Elsa De Giorgi                       | actrice italienne                                       | ?   |        |
| 12 septembre  | Stig Anderson                        | chanteur suédois                                        | 66  |        |
| 13 septembre  | Marcel Bovis                         | photographe français                                    | ?   |        |
| 13 septembre  | Georges Bergé                        | résistant français                                      | 88  |        |
| 13 septembre  | Roger Frey                           | homme politique français                                | ?   |        |
| 13 septembre  | Émile Cantarel                       | général français                                        | 74  |        |
| 14 septembre  | Donato Piazza                        | coureur cycliste italien                                | 66  |        |
| 16 septembre  | William N. Oatis                     | journaliste américain                                   | 83  |        |
| 16 septembre  | Anthony Kearey                       | producteur britannique                                  | 71  |        |
| 16 septembre  | Marcel Guaffi                        | compagnon de la Libération français                     | ?   |        |
| 16 septembre  | Ernst Behler                         | auteur français                                         | 70  |        |
| 17 septembre  | Jimmy Witherspoon                    | chanteur de blues et jazz américain                     | 74  |        |
| 17 septembre  | Louis Nagel                          | éditeur suisse                                          | ?   |        |
| 17 septembre  | Roger Baulu                          | journaliste et homme de radio québécois                 | 87  |        |
| 17 septembre  | Red Skelton                          | Acteur américain                                        | 84  |        |
| 17 septembre  | Benjamin Tony Atkins                 | tueur en série américain                                | 29  |        |
| 18 septembre  | Ganesh Man Singh                     | homme politique népalais                                | 81  |        |
| 18 septembre  | Jean-François Chabrun                | auteur français                                         | 77  |        |
| 19 septembre  | Józef Bielawski                      | Arabisant polonais                                      | 87  |        |
| 19 septembre  | Jack May                             | acteur britannique                                      | 75  |        |
| 19 septembre  | Moses Makue Garoëb                   | homme politique namibien                                | 52  |        |
| 19 septembre  | Louis Bisson                         | pionnier de l’aviation canadien                         | ?   |        |
| 20 septembre  | Jean-Noël de Lipowski                | diplomate français                                      | 76  |        |
| 20 septembre  | Kurt Gloor                           | cinéaste suisse                                         | 54  |        |
| 21 septembre  | Juan Burgueño                        | footballeur international uruguayen                     | 74  |        |
| 21 septembre  | Timothy Wadsworth Stanley            | haut fonctionnaire américain                            | 69  |        |
| 21 septembre  | Jennifer Holt                        | actrice américaine                                      | 76  |        |
| 21 septembre  | Gordon Graham                        | architecte britannique                                  | ?   |        |
| 21 septembre  | Hendrik Fayat                        | homme politique belge                                   | 89  |        |
| 22 septembre  | Shoichi Yokoi                        | soldat japonais                                         | 82  |        |
| 22 septembre  | George Thomas, 1er vicomte Tonypandy | homme politique britannique                             | 88  |        |
| 22 septembre  | Salif Sadio                          | chef indépendantiste du Casamance                       | ?   |        |
| 22 septembre  | Manabu Mabe                          | peintre brésilien                                       | 73  |        |
| 22 septembre  | Bryan Ingham                         | peintre et sculpteur britannique                        | 66  |        |
| 22 septembre  | Jean Françaix                        | compositeur français                                    | ?   |        |
| 22 septembre  | André Duffaure                       | homme d’affaires français                               | 73  |        |
| 23 septembre  | Shirley Clarke                       | cinéaste américaine                                     | 72  |        |
| 23 septembre  | George Thomas                        | homme d'État britannique                                | 88  |        |
| 24 septembre  | Torgny Wickman                       | réalisateur suédois                                     | 86  |        |
| 24 septembre  | Ernest Will                          | architecte français                                     | 74  |        |
| 24 septembre  | Muhammed Salman                      | acteur, chanteur et cinéaste libanais                   | ?   |        |
| 24 septembre  | Anton Kehle                          | joueur de hockey allemand                               | ?   |        |
| 25 septembre  | Ellis McLintock                      | trompettiste canadien                                   | ?   |        |
| 25 septembre  | Jean Françaix                        | compositeur français                                    | 84  |        |
| 25 septembre  | Edmondo Chiodini                     | artiste québécois                                       | 91  |        |
| 25 septembre  | Marcelin Berthelot                   | député communiste français                              | 71  |        |
| 25 septembre  | Hélène Baillargeon-Côté              | comédienne québécoise                                   | 81  |        |
| 25 septembre  | Walid Akl                            | pianiste libanais                                       | 52  |        |
| 26 septembre  | Roger Wybot                          | compagnon de la Libération français                     | 85  |        |
| 26 septembre  | Pierre-André de Wisches              | peintre français                                        | 88  |        |
| 26 septembre  | Samuel Wolley Taylor                 | auteur américain                                        | 90  |        |
| 26 septembre  | Dorothy Kingsley                     | scénariste américaine                                   | 87  |        |
| 27 septembre  | Walter Trampler                      | virtuose américain de l'alto et de la viole d'amour     | 82  |        |
| 27 septembre  | Werner Kurzmeyer                     | conseilleur d’état suisse                               | ?   |        |
| 28 septembre  | Mounir Bashir                        | musicien irakien                                        | ?   |        |
| 29 septembre  | Fritz Schaer                         | coureur cycliste suisse                                 | 71  |        |
| 29 septembre  | Roy Lichtenstein                     | artiste visuel américain                                | 73  |        |
| 29 septembre  | Milner Gray                          | graphiste britannique                                   | 97  |        |
| 30 septembre  | Delos V. Smith Jr.                   | acteur américain                                        | 91  |        |
| 30 septembre  | Pierre Granche                       | sculpteur québécois                                     | 49  |        |
| 30 septembre  | Rose Goldbalt                        | pianiste québécoise                                     | 84  |        |
| 30 septembre  | Nobuo Fujita                         | pilote de guerre japonais                               | 85  |        |
| 30 septembre  | Louis Chassé                         | journaliste québécois                                   | 72  |        |